# Клима (дем Горуша)
Клима или Фуркач (на гръцки: Κλήμα; до 1927 година: Φραγκάτσι, Франгаци или Φουργκάτσιον, Фургацион) е село в Република Гърция, дем Горуша (Войо) в област Западна Македония.

## География
Селото е разположено на 550 m надморска височина, на около 10 km южно от град Неаполи (Ляпчища). На юг граничи с гревенското село Агиос Георгиос (Чурхли).

## История

### В Османската империя
В гробищната църква „Света Параскева“ има запазени византийски стенописи. Параклисът „Животворящ източник“ е построен в 1871 година отвъд река Праморица.
В края на XIX век Фуркач е гръцко село в южния край на Населишката каза на Османската империя. Според статистиката на Васил Кънчов в 1900 година във Фуркачъ живеят 90 гърци християни.
На Етнографската карта на Битолския вилает на Картографския институт в София от 1901 година Фургач е чисто гръцко село в казата Населица на Серфидженския санджак с 18 къщи.
Според статистика на Серфидженския санджак на гръцкото консулство в Еласона от 1904 година във Фургацион (Φουργκάτσιον), Населишка каза, живеят 100 гърци елинофони християни.
По данни на секретаря на Българската екзархия Димитър Мишев във Фургач (Fourgatch) има 90 гърци патриаршисти.

### В Гърция
През Балканската война в 1912 година в селото влизат гръцки части и след Междусъюзническата в 1913 година Фуркач остава в Гърция. През 1913 година при първото преброяване от новата власт във Φουργκάτσιον са регистрирани 116 жители.
През 1927 година името на селото е променено на Клима.
Населението традиционно произвежда жито, тютюн, картофи и други земеделски продукти, като се занимава и със скотовъдство.
Енорийският храм на селото е посветен на Свети Николай.
| Година    | 1913 | 1920 | 1928 | 1940 | 1951 | 1961 | 1971 | 1981 | 1991 | 2001 | 2011 | 2021 |
| --------- | ---- | ---- | ---- | ---- | ---- | ---- | ---- | ---- | ---- | ---- | ---- | ---- |
| Население | 116  | 99   | 160  | 214  | 224  | 212  | 156  | 122  | 90   | 100  | 97   | 41   |